# Michel Hugo
Michel Hugo (1930 - 12 de outubro de 2010) foi um diretor de fotografia norte-americano de origem francesa. Trabalhou em produções como Mission: Impossible e Melrose Place. Faleceu devido a um câncer de pulmão.